# Gedhun Choekyi Nyima
Gedhun Choekyi Nyima (født 25. april 1989 i Lhari-distriktet, Nagchu i Tibet) blev udnævnt som den 11. reinkarnation af Panchen Lama den 14. maj 1995 af udvælgelseskomiteen i Tibet og efter sigende med godkendelse af Dalai Lama. Fordi lederen af komiteen angiveligt havde kommunikeret med Dalai Lama, blev han efterfølgende anholdt og en ny leder af komiteen indsat. Derefter valgte komiteen efter en konference den 10. og 11. november 1995, at Gyaincain Norbu er den 11. reinkarnation af Panchen Lama.
Det vides ikke, hvor Gedhun Choekyi Nyima er i dag, men eksiltibetanere mener, at han er politisk fange. Kinesiske myndigheder siger, at han går i almindelig kinesisk skole og lever et helt normalt liv et sted i Kina, og man ikke vil fortælle, hvor han er, for at beskytte ham.

## Udpegelsen af den 11. Panchen Lama
Da den 10. Panchen Lama pludselig døde i 1989, blev arbejdet med at finde hans inkarnation hurtigt et politisk kontroversielt emne. Chadrel Rinpoche, lederen af komiteen, der havde til opgave at finde inkarnationen, var i stand til hemmeligt at kommunikere med Dalai Lama. Men efter at Dalai Lama havde udpeget Gedhun Choekyi Nyima som den nye Panchen Lama, anholdt de kinesiske myndigheder Chadrel Rinpoche og erstattede ham med Sengchen Lobsang Gyaltsen. Den nye leder af komiteen så bort fra den af Dalai Lama udpegede efterfølger og besluttede at vælge fra en liste af finalister; Gedhun Choekyi Nyima var ikke på listen. Det endelige navn blev fundet ved lodtrækning i den gyldne urne, ligesom man havde gjort under Qing-dynastiet. Komiteen meddelte deres valg den 11. november 1995.
1. ↑  Navnet er anført på bokmål og stammer fra Wikidata hvor navnet endnu ikke findes på dansk.
2. ↑  Navnet er anført på engelsk og stammer fra Wikidata hvor navnet endnu ikke findes på dansk.